# Unione Polisportiva Foggia 1942-1943
Questa voce raccoglie le informazioni riguardanti  l'Unione Polisportiva Foggia nelle competizioni ufficiali della stagione 1942-1943.

## Rosa
| N. |                   | Ruolo | Calciatore          |
| -- | ----------------- | ----- | ------------------- |
|    | Italia (bandiera) | A     | Ernesto Bertè       |
|    | Italia (bandiera) | A     | N. Bruno            |
|    | Italia (bandiera) | C     | M. Caputo           |
|    | Italia (bandiera) | P     | Paolo Caracozzi     |
|    | Italia (bandiera) | C     | Giuseppe Carrara    |
|    | Italia (bandiera) | P     | Mario Cola          |
|    | Italia (bandiera) | D     | Antonio D’Argenio   |
|    | Italia (bandiera) | D     | Carmine D’Argenio   |
|    | Italia (bandiera) | D     | A. Davello          |
|    | Italia (bandiera) | A     | Giuseppe Della Pace |
|    | Italia (bandiera) | C     | Antonio Di Tonno    |
|    | Italia (bandiera) | C     | Massimo Di Tonno    |
|    | Italia (bandiera) | C     | Alfredo Galante     |

| N. |                   | Ruolo | Calciatore          |
| -- | ----------------- | ----- | ------------------- |
|    | Italia (bandiera) | C     | G. Giuva            |
|    | Italia (bandiera) | A     | Fiorenzo Jannicello |
|    | Italia (bandiera) | A     | A. Lischi           |
|    | Italia (bandiera) | C     | Umberto Lucetti     |
|    | Italia (bandiera) | A     | Antonio Marte       |
|    | Italia (bandiera) | A     | Giuseppe Mirabello  |
|    | Italia (bandiera) | D     | Antonio Notari      |
|    | Italia (bandiera) | D     | Carlo Ponzanibbio   |
|    | Italia (bandiera) | P     | F. Roselli          |
|    | Italia (bandiera) | A     | A. Simone           |
|    | Italia (bandiera) | C     | Paolo Todeschini    |
|    | Italia (bandiera) | P     | Vincenzo Toriello   |
|    | Italia (bandiera) | A     | Walter Zironi       |